# Historia Ustronia
Historia Ustronia sięga początków XIV w. Pierwsza wzmianka o Ustroniu pochodzi z około 1305 r. Początkowo stanowił własność książąt cieszyńskich, w XV w. w znacznej części stał się własnością szlachecką. W 1633 r. Górny Ustroń ponownie znalazł się w rękach książęcych, po 1653 wszedł w skład cesarskiej Komory. W 1738 r. Komora Cieszyńska nabyła Dolny Ustroń. Obie wsie połączono najpóźniej w 1827 r. W 1774 r. założono hutę, która znacząco wpłynęła na rozwój Ustronia. W 1856 r. uzyskał status miasteczka. W 1956 r. otrzymał prawa miejskie.

## Średniowiecze i początki epoki nowożytnej (do 1653 r.)
Pierwsza wzmianka o Ustroniu pochodzi z powstałej około 1305 r. księga uposażeń biskupstwa wrocławskiego. Biorąc pod uwagę brak wzmianek w tym źródle odnośnie do stopnia organizacyjnego tej osady czy informacji odnośnie do powinności, sądzi się, że była to osada powstała krótko przed sporządzeniem księgi uposażeń. Pierwsi mieszkańcy Ustronia byli polskiego pochodzenia; przybyli z innych wsi położonych na Śląsku Cieszyńskim, a inicjatorem założenia wsi był książę Mieszko cieszyński.
Początkowo mieszkańcy Ustronia podlegali parafii w Goleszowie. Później (przypuszcza się, że na przełomie XIV i XV w., w Ustroniu powstała parafia rzymskokatolicka pod wezwaniem św. Klemensa. Pierwsza wzmianka o niej pochodzi z 1447 r.
W połowie XV w. książęta cieszyńscy (Przemysław II lub Kazimierz II) przekazali część Ustronia (zwaną później Dolnym Ustroniem) szlachcicowi Mikołajowi Klochowi I. Część zwana Górnym Ustroniem pozostała własnością Piastów cieszyńskich. W latach 70. XVI w. Klochowie popadli w spór graniczny z książętami cieszyńskimi. Zakończył się on w 1615 r., kiedy książę Adam Wacław zezwolił na usypanie kopców, rozgraniczających ustroński majątek Klochów od gruntów książęcych w górze doliny Wisły, na których powstała później Wisła.
Ostatni właściciel Ustronia z rodu Klochów, Marcin Kloch II, został zamordowany w 1621 r. przez bandę zbójców, grasującą na terenie Księstwa Cieszyńskiego w pierwszych latach wojny trzydziestoletniej. W wyniku działań krewnych i powinowatych zmarłego Ustroń został podzielony na kilka mniejszych działów. Pod koniec 1633 cały Górny Ustroń znalazł się w rękach księżnej Elżbiety Lukrecji. Z kolei Dolny Ustroń znalazł się ostatecznie w rękach Jerzego Tschammera (jedną część odziedziczył, co sankcjonowała umowa z 10 czerwca 1627 r., pozostałe kupił w latach 1628 i 1629).
Zachowało się niewiele informacji na temat mieszkańców Ustronia z czasów panowania Piastów. W 1530 r. do metryki studentów Akademii Krakowskiej zapisał się Jerzy, syn Marcina z Ustronia. W 1572 chłop Nohawka z Ustronia miał dług u pewnego rzeźnika z Cieszyna. Za czasów Elżbiety Lukrecji założono księgę gruntową dla Górnego Ustronia, z której pochodzi ponad 20 zapisów z lat 1647–1652. Pierwszymi znanymi wójtami wsi byli: Krzysiek (do 1649 r.), Jan Moskała (1649–1652), Maciej Lippus (1652–1654) i Maciej Wejda (od 1654 r.).
W XVI w. zwiększyły się feudalne obowiązki chłopów ustrońskich. Traktowano ich prawie jak niewolników.
Brak źródeł dla sytuacji religijnej w Ustroniu w XVI w. Sądzi się, że mieszkańcy Ustronia, podobnie jak rodzina Klochów, pozostali przy katolicyzmie do końca XVI w. Później większość z nich przypuszczalnie przeszła na protestantyzm. W 1619 r. istniała w Ustroniu parafia, przypuszczalnie ewangelicka. Po 1640 r. katolicy na krótko przejęli kościół w Ustroniu, który przed 1652 r. znalazł się w rękach ewangelików. Księżna Elżbieta Lukrecja, choć sama katoliczka, nie walczyła ze swoimi protestanckimi poddanymi. Sytuacja zmieniła się po śmierci księżnej w 1653 r., kiedy Księstwo Cieszyńskie przypadło Habsburgom. Już wiosną 1654 r. protestanci zostali pozbawieni kościołów na Śląsku Cieszyńskim, w tym i w Ustroniu.

## Od wygaśnięcia Piastów cieszyńskich do Wiosny Ludów

### Właściciele
Górny Ustroń po śmierci księżnej Elżbiety Lukrecji stał się własnością Habsburgów. Dobra ustrońskie początkowo były traktowane jako osobne państwo zarządzane przez urzędnika podległego cesarskiej Komorze. Około 1690 r. Górny Ustroń wszedł bezpośrednio w skład Komory. Dolny Ustroń należał do rodziny Tschammerów do 13 listopada 1729 r. Wtedy Leopold Tschammer sprzedał wieś Karolowi Leopoldowi Spensowi. Po śmierci Spensa w 1737 r. obciążony długami majątek został wystawiony na licytację. Dolny Ustroń kupiła Anna Józefa z Halamów, wdowa po Karolu Leopoldzie Spensie. W 1738 r. sprzedała Dolny Ustroń Komorze Cieszyńskiej i w ten sposób cała wieś ponownie znalazła się w jednym ręku.

### Sytuacja gospodarcza i społeczna
Po wygaśnięciu Piastów cieszyńskich władze cesarskiej Komory założyły browar kameralny w Ustroniu. W 1662 r. wynajmujący go Andrzej Smoliczek skarżył się, że nie przynosi spodziewanego zysku, a Kozigłowski, regent Komory, nie zgadza się na obniżkę ceny wynajmu. Najpóźniej w 1666 r. browar ustroński został zlikwidowany. W 1664 r. w Górnym Ustroniu powstała gorzelnia. Obie części Ustronia miały swoje karczmy. Na początku XVIII w. do Ustronia Górnego przeniesiono browar kameralny z Kozakowic Górnych. W 1718 r. w Górnym Ustroniu zbudowano nową książęcą karczmę, od 1770 r. w Dolnym Ustroniu działało dwóch karczmarzy.
Pod koniec XVII w. w Górnym Ustroniu istniał młyn oraz dwa folwarki. Również w Dolnym Ustroniu działał młyn, ale wyróżniał się tym, że miał dwa koła. Przy młynach działały tartaki; przed 1770 r. w Ustroniu Górnym powstał nowy pański tartak.
W XVIII w. mieszkańcy Ustronia zajmowali się głównie uprawą roli i pasterstwem, w mniejszym stopniu kowalstwem, piekarstwem i tkactwem. W 1778 r. 39 gospodarzy ustrońskich hodowało około 1500 owiec, wypasanych na szałasach na okolicznych górach, sięgających po szczyty Równicy i Czantorii. Nadzór nad szałasami sprawował mianowany przez księcia wojewoda. Obok poddanych mieszkali też tu bogaci osadnicy jak młynarz Jan Kral, Urban Cieślar czy Michał Pinkas. W połowie XVIII w. w Ustroniu pojawili się Żydzi, zajmujący się głównie prowadzeniem karczm; pierwszym wyznawcą religii mojżeszowej na stałe zamieszkały w tej wsi był Lipmannn Deutsch. Od 1792 r. działała w Ustroniu fabryka papieru. Mimo że produkowała produkty dobrej jakości, Komora zlikwidowała ją w 1837 r.
W Górnym Ustroniu wójtostwo po Macieju Wejdzie (wójt od 1654 r.) przeszło w ręce rodziny Kocjanów. W 1687 r. Jurek Kocjan sprzedał wójtostwo Adamowi Macurze. Osobny wójt dla komorników istniał jeszcze w 1695 r.; później ta funkcja zanikła. Górny Ustroń posiadał swoją pieczęć od 1702 r., Dolny od 1776 r.
Wobec zwiększania się obowiązków pańszczyźnianych chłopi zaczęli uciekać z gruntów (przykładowo w 1714 r. szacowano grunt po zbiegłym Janku Kubicy zwanym Janeczka z Górnego Ustronia, około 1740 r. do Rzeczypospolitej uciekł kowal Paweł Ogrodzky z Dolnego Ustronia). W 1766 r. wybuchło powstanie chłopskie na Śląsku Cieszyńskim. W efekcie cesarzowa Maria Teresa powołała specjalną Komisję Urbarialną, mającą się zająć sytuacją cieszyńskich chłopów. Na jej ręce skargę złożyło siedmiu przedstawicieli Dolnego Ustronia na czele z wójtem Michałem Szklorzem; osobną skargę złożył dolnoustroński młynarz Jan Sztwiertnia. Skargi napływały w kolejnych latach. Sporządzony w 1770 r. urbarz nie zmniejszył obciążeń chłopów, ale zabronił panom ich samowolne podnoszenie.
Na lata 1771-1774 przypadły radykalne zmiany gospodarcze w Ustroniu: parcelacja tutejszych folwarków i uruchomienie huty żelaza (p. niżej). Na tle gospodarki leśnej pojawiły się spory między Komorą Cieszyńską a miejscowymi góralami. Komora pozornie dążyła do zaprowadzenia racjonalnej gospodarki leśnej, w praktyce chciała tylko zadbać o własne interesy (drewno było potrzebne jako środek opałowy dla ustrońskiej huty). Spór zakończył się 14 czerwca 1800 r. zawarciem ugody: rozdzielono tereny leśne zastrzeżone dla Komory i pastwiska zastrzeżono dla górali. Komora w 1806 r. podjęła nieudaną próbę zakazania wypasu kóz.
Ciężkim okresem dla mieszkańców Ustronia były lata 1810–1815. Przemarsze wojsk z czasów wojen napoleońskich oraz kilka kolejnych lat nieurodzajów spowodowały głód, a w konsekwencji wysoką śmiertelność, co powodowało brak rąk do pracy w książęcych dobrach, a zwłaszcza w hucie. By takim sytuacjom zapobiegać na przyszłość, Komora Cieszyńska wybudowała w 1816 r. w Hermanicach magazyn zbożowy, zwany przez miejscową ludność sypanim (znacznie przebudowany, jako „Młyn na Sypaniu” funkcjonuje do dziś).
W pierwszej połowie XIX w. poważnym problemem stało się pijaństwo mieszkańców. Pod wpływem działań duchownych katolickich i ewangelickich wierni zaczęli składać śluby trzeźwości. W 1844 r. ustroński pastor Karol Kotschy wydał wraz z katechizmem powtórnie swoje kazanie pt. Gorzkie kapki, ale zdrowe, dla tych, którzyby się chcieli opamiętać z pijaństwa między ludem naszym lub się go wystrzegać oraz założył Bractwo Trzeźwości. W ciągu 7 tygodni do Bractwa wstąpiło 1789 dorosłych osób, a w ciągu kilku następnych tygodni liczebność Bractwa wzrosła do 2249 członków. W parafii rzymskokatolickiej w Ustroniu takie śluby w latach 1844–1845 złożyło 1138 osób, w tym 861 mieszkańców samego Ustronia.
Najpóźniej w 1837 r. doszło do połączenia Górnego i Dolnego Ustronia; w 1839 r. protest w tej sprawie do Gubernium w Brnie złożyli mieszkańcy Dolnego.
Kolejne „głodne roki” miały miejsce w latach 1841–1845. Nieurodzaje spowodowały drożyznę żywności. Na przednówku ludzie zaczęli się żywić zielskiem i korzonkami, a niedożywieni ulegali epidemiom czerwonki, tyfusu i cholery. Silne deszcze w 1844 r. i ostre mrozy zimą z 1844 na 1845 r. zaowocowały najstraszliwszą w dziejach Śląska Cieszyńskiego klęską głodu. Była ona spotęgowana przez zgniliznę ziemniaków, które wówczas zaczęły stanowić podstawę wyżywienia górali. Ustroński cmentarz nie pomieścił wówczas wszystkich zmarłych i po 1841 r. musiał zostać powiększony.

### Sytuacja religijna
Ustroń należał do parafii rzymskokatolickiej w Goleszowie. Ewangelicy nie mieli własnego kościoła, wędrowali do Czadcy, położonej za węgierską granicą. Gdy im tego zabroniono, zaczęli spotykać się w górach lasach. Akcję misyjną prowadził katolicki proboszcz z Goleszowa, Szymon Hitrecius (w latach 1679–1689 nawrócił 10 osób). Później szerzeniem katolicyzmu zajmowali się jezuiccy kaznodzieje (Leopold Tempes, Józef Roller). W 1750 r. z Cieszyna do Ustronia przeniesiono siedzibę sierocińca, który w ten sposób stał się faktycznie placówką państwową. Z jednej strony znajdowały tam schronienie sieroty oraz dzieci, których rodziców nie było stać na ich utrzymanie, ale z drugiej trafiały tam protestanckie i żydowskie dzieci, które poddawano przymusowej edukacji religijnej. Mimo różnych restrykcji władz, w 1770 r. w Ustroniu mieszkało 1248 „akatolików”, co stanowiło 73,3% ludności.
W 1781 r. cesarz Józef II ogłosił patent tolerancyjny, dwa lata później powstał samodzielny zbór ewangelicki w Ustroniu. W 1785 r. powstała parafia rzymskokatolicka w Ustroniu.
W 1837 r. w Ustroniu było 1560 katolików, 1443 protestantów i 12 Żydów.

### Szkolnictwo
Pierwszą szkołą w Ustroniu był Dom Sierot. W 1785 r. razem z parafią katolicką powstała katolicka szkoła trywialna. Od 1806 r. nauczycielem był Franz Pandura. Frekwencja uczniów była niska, dzięki staraniom Pandury poprawiła się i ponad połowa uczniów chodziła do szkoły. W 1811 r. Pandurę zastąpił Jan Strobel. Nadzorca szkolny donosił, że szkoła z powodu pijaństwa i lenistwa nauczyciela praktycznie upadła; w efekcie w 1812 r. nauczycielem został Jan Żukowski. Mianowany prowizorycznie, bez uprawnień nauczycielskich z biegiem lat popadł w konflikt z rodzicami dzieci i został odwołany. Ostatecznie w 1829 r. nauczycielem został Anotni Fixek, oceniany jako bardzo dobry nauczyciel. Za jego czasów do szkoły zaczęli uczęszczać protestanci i Żydzi. W 1844 r. szkoła doczekała się murowanego budynku.
W tym samym czasie co katolicka powstała szkoła ewangelicka. Pierwszym nauczycielem był Jan Kasparek z Dolnych Domasłowic; był nim do 1827 r. Kolejnymi nauczycielami byli Jerzy Szarzec (1828–1841) i Jan Szarzec (1841–1867). Zdaniem współczesnych wyższy poziom prezentowała szkoła ewangelicka. Obie szkoły były, zgodnie z ówczesnymi przepisami, utrakwistyczne – uczono w nich po polsku i po niemiecku.

### Ustrońskie hutnictwo
Około 1770 r. badania geologiczne ujawniły w Ustroniu i okolicznych miejscowościach złoża rud żelaza. Były to sferosyderyty, występujące tu zarówno w postaci cienkich (3-16 cm) warstw jak i charakterystycznych buł i zawierające maksymalnie do 16%-20% żelaza. Na terenie Ustronia oraz m.in. Cisownicy, Puńcowa, Lesznej Górnej i Dolnej występują one głównie w górnych łupkach cieszyńskich. W sytuacji obfitości drewna i taniej siły wodnej (rzeka Wisła) postanowiono wybudować tu hutę. Problemem był brak odpowiednich środków finansowych, a także brak terenu na budowę huty. W takiej sytuacji książę Albert w 1771 r. doprowadził do parcelacji folwarku w Górnym Ustroniu na 25, a w Dolnym na 33 działek, z których większość sprzedano. Dzięki temu powstały nowe osady (Jelenica, Wyrzchowina, na Rówieńskim), które połączyły Dolny i Górny Ustroń. Pieniądze uzyskane z parcelacji książę Albert zainwestował w budowę huty: pierwszy piec hutniczy (zlokalizowany w centrum dzisiejszego miasta, w miejscu Zespołu Szkół Zawodowych) uruchomiono w 1772 r. Do 1774 r. przebudowano go w nowoczesny wielki piec. Dla jego funkcjonowania potrzebna była praca ok. 200 górników i 300 hutników. W 1780 r. zaczęła działalność ustrońska kuźnia „Adam”. Początkowo huta borykała się z kłopotami związanymi z brakiem większych ilości surowca (opierała się na rodzimych sferosyderytach) i środków opałowych (po 1781 r. zaczęło brakować drzew w okolicy Ustronia), pracownikami (zaledwie kilku specjalistów z zagranicy, resztę stanowili chłopi odrabiający w hucie pańszczyznę) i groźbą likwidacji. Ostatecznie huta przynosiła jednak większe zyski niż rozparcelowane folwarki i dalej się rozwijała. Powstały m.in. warsztat naprawczy dla ustrońskich zakładów metalurgicznych (nazywał się hutą „Klemens”), walcownia (nazywana hutą „Hildegarda”), kolejne kuźnie („Albrecht” i „Krystyna”), dodatkowa świeżarka (wybudowana około 1830 r.), warsztat przetwórczy miedzi, zakład plastycznej obróbki cyny i gwoździarnia.
W latach 30. XIX w. złoża rudy żelaza w Ustroniu były na wyczerpaniu; zaradzono temu kopiąc w innych wioskach na Śląsku Cieszyńskim. Największą była produkcja rudy śląskiej w latach 1850-1870, a najbardziej owocnym - rok 1851 z wydobyciem 164,2 tys. q. Ustrońską hutę unowocześnił Ludwik Hohenegger, naczelny dyrektor hut Komory od 1839 r. W nowej walcowni (huta „Hildegarda”), założonej w 1854 r., od 1859 r. walce napędzała już maszyna parowa. Usprawniono działanie wielkiego pieca, który osiągnął wydajność 320 centnarów metrycznych surówki tygodniowo. W tym czasie największego rozwoju przemysłu hutniczego w Ustroniu pracowało w nim przeszło 2 tys. robotników. Powoli jednak Komora zaczęła wiązać większe nadzieje z Trzyńcem, zwłaszcza, gdy w 1872 r. uruchomiona została Kolej Koszycko-Bogumińska. Pojawiły się jednak prywatne przedsięwzięcia przemysłowe (warsztat tokarski i ślusarski majstra Kotucza, zakład wyrobów z miedzi braci Kohlhauptów). Jednocześnie odkryte jeszcze w końcu XVIII w. lecznicze właściwości żużli wielkopiecowych już w pierwszym dziesięcioleciu następnego wieku dały asumpt do uruchomienia w Ustroniu uzdrowiska.

## Od Wiosny Ludów do końca I wojny światowej
W 1856 r. Ustroń został podniesiony do statusu „miasteczka”.
Według austriackiego spisu ludności z 1910 r. obszar współczesnego Ustronia, czyli cztery ówczesne gminy: Ustroń, Hermanice, Lipowiec i Nierodzim (bez będących jej przysiółkiem Bładnic Górnych) zamieszkiwało łącznie 6692 osób, z czego 6672 było zameldowanych na stałe, 6267 (93,9%) było polsko-, 390 (5,8%) niemiecko- a 15 (0,2%) czeskojęzycznymi, 3219 (48,1%) było katolikami, 3352 (50,1%) ewangelikami, 120 (1,8%) wyznawcami judaizmu a 1 osoba była jeszcze innej religii lub wyznania. Zaś w samej tylko gminie Ustroń 4275 osób, z czego 4265 było zameldowanych na stałe, 3917 (91,8%) było polsko-, 333 (7,8%) niemiecko- a 15 (0,4%) czeskojęzycznymi, 1728 (40,4%) było katolikami, 2439 (57,1%) ewangelikami, 107 (2,5%) wyznawcami judaizmu a 1 osoba była jeszcze innej religii lub wyznania.

## Liczba mieszkańców
- 1447 r. – ok. 80[25].
- 1609 r. – ok. 515–721[26]
- 1770 r. – 1658[27]
- 1800 r. – 1675[28]
- 1804 r. – 1324[28]
- 1823 r. – 1871/2204[29].
- 1830 r. – 2665[30]
- 1838 r. – 3091[22]
- 1846 r. – 3049[31]
- 1910 r. – 4275[24]